# 승문역
승문역(Seungmun station, 繩文驛)은 경상북도 영주시 문수면에 위치한 중앙선의 폐지된 임시승강장이다. 철도 통계에 최초로 기록된 때는 1973년, 마지막으로 기록된 해는 1985년이다. 주민들의 요구로 설치되었으며 여객취급이 이뤄지던 당시에는 일일 300여명 이상이 이용했던 적도 있다고 한다. 여객 영업 중지 이후에도 공식적으로 폐지되지 않고 있다가, 2013년에 영주댐 건설로 인한 철도 이설로 공식 폐지되었다.

## 역사
- 1971년 4월 10일 : 임시승강장으로 영업 개시[2]
- 1985년 : 여객 영업 중지
- 2013년 3월 28일 : 폐역[3]